# Utterklinten
Utterklinten ist eine etwa 210 × 80 m große Insel im äußersten Südosten des Schärenmeers in Finnland.

## Geographie
Die etwa 1,2 Hektar große Schäre erhebt sich nur 10 m über den Meeresspiegel. Sie liegt etwa vier Seemeilen westlich der Hafenstadt Hanko, am westlichen Ende eines für die Schifffahrt gefährlichen Seegebiets, das sich etwa 1,2 Seemeilen westlich und nordwestlich der Halbinsel Hanko erstreckt. Die Schifffahrtsroute von Hanko nach Norden verläuft zunächst von Hanko nach Südwesten, dann nach Westen und Westnordwesten und biegt erst westlich von Utterklinten nach Nordosten ab.

## Name
Die Schäre hat nur einen offiziellen schwedischen Namen, so wie das gesamte Südwestfinnland bis heute stark schwedischsprachig ist und schwedische Ortsnamen neben den finnischen offiziell gleichberechtigt verwendet werden, z. B. für die Halbinsel Hangö udd (finnisch Hankoniemi) oder die Hafenstadt Hangö (finnisch Hanko).
Das Grundwort klint(en) bezeichnet einen Berg oder Felsen und kommt in Namen von Schären häufig vor. Die bestimmte Form (Endung -en) ist bei entsprechenden Ortsnamen in der Gegend üblich.

## Leuchtfeuer Utterklint
Um die entsprechende Navigation zu sichern, steht auf dem westlichen Ende der kleinen Insel das Leuchtfeuer Utterklint auf einem 3 m hohen roten Fundament. Die Feuerhöhe beträgt 9,8 m, die Tragweite 3,9 Seemeilen. Die Kennung ist V.Q.(2)W.3s; d. h. jeweils zwei weiße Blitze in sehr schneller Folge (100–120 Mal pro Minute).